# M'hamed Issiakhem
Pour les articles homonymes, voir M'Hamed.
M'hamed Issiakhem (en kabyle : Mḥemmed Isyaxem, en arabe : محمد إسياخم), né le 17 juin 1928 à Taboudoucht (Aghribs) alors dans le Département de Tizi Ouzou en Algérie et mort le 1er décembre 1985 à Alger, est un peintre algérien, représentant de la peinture moderne en Algérie.

## Biographie
M'hamed Issiakhem naît le 17 juin 1928 à Taboudoucht, Tizi-Ouzou (Aït Djennad, Aghribs) en Kabylie. À partir de 1931, il passe son enfance à Relizane. En 1943, il manipule une grenade, volée dans un camp militaire américain, qui explose. Deux de ses sœurs et un neveu meurent. Hospitalisé pendant deux ans, il est amputé du bras gauche.
De 1947 à 1951, il est à Alger élève de la Société des beaux-arts, puis de l’École des beaux-arts d'Alger et suit les cours du miniaturiste Omar Racim et ceux de Jean-Eugène Bersier. Le dessin avait tôt été sa marque de distinction à l’école. Mais c’est « par hasard », assure-t-il, qu’il pousse la porte de la société de l'École des beaux-arts d'Alger, ville où il s’installe en 1947. Il va dès lors suivre un parcours de formation, exceptionnel pour un jeune homme issu du monde colonisé : École des beaux-arts d'Alger jusqu’en 1951, date à laquelle il rencontre Kateb Yacine, formation en gravure à l’École Estienne à Paris, admission sur concours, en 1953, aux Beaux-Arts de Paris, où il retrouve Kateb Yacine, dans la section peinture, enfin obtention d’une bourse de pensionnaire de la Casa de Velázquez à Madrid. Transcendant son infirmité, il acquiert en peinture et en gravure une virtuosité rare qu’admirent ses condisciples,. En 1958, Issiakhem quitte la France pour séjourner en RFA puis résider en RDA.
Après 1962, il demeure au centre de la vie artistique algéroise : dessinateur dans le journal progressiste quotidien Alger républicain, membre fondateur de l’Union nationale des Arts plastiques (1963), il a le sentiment de contribuer à la création d’une culture nationale moderne qui, dans cette phase de construction, passe par les décisions étatiques, explique pour une large part que l’artiste, comme d’autres de sa génération, s’implique par patriotisme dans ces chantiers institutionnels. Personnage au verbe haut, aux convictions exprimées avec véhémence, avec une ironie que certains jugeaient mordante, Issiakhem, proche de l’intelligentsia acquise à la cause de l’indépendance algérienne, exprime tôt sa sensibilité pour la justice sociale et son engagement politique.
Il n’en préserve pas moins son style personnel, qui ne perdra ni en intensité ni en émotion, et que les spécialistes s’accordent à qualifier d' « Expressionniste » - qualificatif discutable, du point de vue même de l’artiste. Un style qui, dans son œuvre peint, décline les inépuisables figures du malheur qu’incarnent, tableau après tableau, dans leur anonymat, un douloureux cortège de femmes debout.
En 1963, il est membre fondateur de l’Union nationale des arts plastiques et participe à l'exposition des « Peintres Algériens » organisée à Alger pour les « Fêtes du 1er novembre » et préfacée par Jean Sénac puis en 1964 à celle qui est présentée à Paris au Musée des Arts décoratifs. De 1964 à 1966, il est chef d’atelier de peinture à l’École supérieure des beaux-arts d'Alger ; parmi ses élèves, il compte Ksenia Milicevic. Ensuite, il est directeur pédagogique de l’École des beaux-arts d’Oran.
De 1965 à 1982, il crée les maquettes des billets de banque et de nombreux timbres-poste algériens. En 1967, il réalise avec son inéparable acolyte Kateb Yacine un film pour la télévision, " Poussières De Juillet ", en 1968 les décors du film " La Voie", de Mohamed Slim Riad. Il illustre alors plusieurs œuvres de Kateb Yacine, qui déclarera « l’avoir vu, plus d’une fois, finir une toile en quelques heures, pour la détruire tout à coup, et la refaire encore, comme si son oeuvre aussi était une grenade qui n’a jamais fini d’exploser dans ses mains ».
En 1971, Issiakhem est professeur d’art graphique à l’École polytechnique d'architecture et d'urbanisme d’Alger et crée les décors pour le film Novembre. Il voyage en 1972 au Viêt Nam et reçoit en 1973 une médaille d’or à la Foire internationale d’Alger pour la décoration du stand du Ministère du travail et des affaires sociales.
De 1973 à 1978, Issiakhem est dessinateur de presse. Il dirige en 1977 la réalisation d’une fresque pour l'Aéroport d'Alger. Le Ministère du travail et des affaires sociales publie à Alger une plaquette dont Kateb Yacine écrit la préface sous le titre Issiakhem, Œil-De-Lynx et les américains, trente-cinq années de l’enfer d’un peintre. En 1978, Issiakhem séjourne quelques mois à Moscou et reçoit en 1980 le Premier Simba d’Or (Lion d’Or) de Rome, distinction de l’UNESCO pour l’art africain.
M'hamed Issiakhem meurt le 1er décembre 1985 des suites d'un cancer,. Son nom fut donné à la première grande galerie privée d’Alger, devenue par la suite la galerie ISMA puis la galerie Asma.

## Hommages
En 1985, sort le documentaire-fiction M'hamed Issiakhem de Fawzi Sahraoui, produit par la Radiodiffusion télévision algérienne.
Le sociologue Benamar Médiène écrira "Devant sa peinture, Issiakhem est le déconcertant, le paradoxal, l’irrévérencieux démiurge, qui, dans sa lucidité prophétique avale de la poudre à canon et allume une cigarette. L’art, pour lui, est toujours un risque qui engage l’existence même de celui qui l’assume".
Le 17 juin 2018, le moteur de recherche Google rend hommage à M'hamed Issiakhem et édite un Google Doodle à l’occasion de son 90e anniversaire.En marge du 25e anniversaire de sa disparition, M’hamed Issiakhem s’est vu consacrer une vaste exposition-hommage au Musée public national d'Art moderne et contemporain d'Alger (MAMA) qui rassemblait plus de cent toiles issues de collections publiques et privées. Pour le 30e anniversaire de sa disparition, le 1er décembre 1985, la wilaya de Relizane organisait un hommage à M’hamed Issiakhem.

## Liste des peintures
Liste non exhaustive
- Autoportrait, 1949, Musée public national d’Art moderne et contemporain d’Alger
- Figures africaine, 1957, Collection particulière
- Nomades, 1959, Collection particulière
- Paysage de Kabylie, 1960, Musée National des beaux-arts d'Alger
- Les martyrs, 1965, Collection particulière
- Berbérie inachevée, 1968, Collection particulière
- Sud, 1968, Collection particulière
- Fillette, 1969, Collection particulière
- Soleil noir, 1969, Collection particulière
- Vieillesse, 1970, Collection particulière
- La veuve, 1970, Collection particulière
- La mariée, 1970, Collection particulière
- Maïakovski, 1971, Collection particulière
- Angoisse, 1971-1972, Collection particulière
- Méditation de femme, 1972, Collection particulière
- Etude sur palette, 1972, Collection particulière
- Le chirurgien, 1972, Collection particulière
- Lecture, 1972, Collection particulière
- Mariage des veufs, 1972, Collection particulière
- Maternité 1, 1972, Musée National des beaux-arts d'Alger
- Maternité,1972, Collection particulière
- Mendiante, 1972, Collection particulière
- Regard de femme, 1972, Collection particulière
- Femme à l'enfant, entre 1972 et 1978, Collection particulière
- L'infirme, 1973, Collection particulière
- L'ombre d'une révolution, 1973, Collection particulière
- Maternité 2, 1974, Musée National des beaux-arts d'Alger
- Autoportrait 2, 1976, Collection particulière
- C'est sûr, ma souffrance sert à d'autres, 1976, Collection particulière
- Les visages, 1976, Collection particulière
- Ma tribu Algérie, 1976, Collection particulière
- La clé du bonheur, 1976, Collection particulière
- La casbah, 1976, Collection particulière
- Femmes aux motifs berbères, 1976, Collection particulière
- L'exode, 1976/1977, Musée national Cirta
- L'histoire est reprise, reprenons là, 1976/1977, Musée national Cirta
- Chaouias, 1978, Collection particulière
- Passé, présent, futur, 1977, Collection particulière
- Testament, 1977, Collection particulière
- Elle ou lui, le choix est fait, 1977, Collection particulière
- Laissez nous comme des anges, 1978, Collection particulière
- Cardinal Duval, 1982, Collection Archevêché d'Alger
- Les Aveugles, 1982, Musée national des Beaux-Arts d'Alger
- Arbre sec, 1983, Musée National Nasr Eddine Dinet de Bou Saâda à M'Sila
- Vieille femme kabyle, 1983/1984, Collection particulière
- Le Mur, 1984, Collection particulière
- Vieillesse, 1984, Musée National Nasr Eddine Dinet
- Amertume, 1985, Musée national des Beaux-Arts d'Alger
- Dépression, 1985, Musée national des Beaux-Arts d'Alger
- Oblique, 1985, Musée national des Beaux-Arts d'Alger
- Rouge, 1985, Musée national des Beaux-Arts d'Alger
- Attente, 1985, Musée national des Beaux-Arts d'Alger
- Elle a les yeux bleus, 1985, Musée national des Beaux-Arts d'Alger
- La Mendiante, Collection du Musée national des Beaux-Arts d'Alger
- Mère inconnue, Collection du Musée national des Beaux-Arts d'Alger

## Musées
- Algérie :
  - Oran :
    - Musée national Zabana d'Oran

  - Constantine
    - Musée national Cirta

  - Alger
    - Musée National des beaux-arts d'Alger
    - Musée public national d’Art moderne et contemporain d’Alger

  - Bou Saâda à M'Sila
    - Musée National Nasr Eddine Dinet
- France
  - Paris, Institut du monde arabe, Mère courage, 1984, huile sur toile, 116 × 81 cm (Donation Claude et France Lemand) ; La Mère, ca 1965, huile sur toile, environ 100 × 73 cm (Donation Claude et France Lemand)

## Galerie

Avers du billet de banque de 5 dinars de 1964 dessiné par M'hamed Issiakhem
Revers du billet de banque de 5 dinars de 1964 dessiné par M'hamed Issiakhem
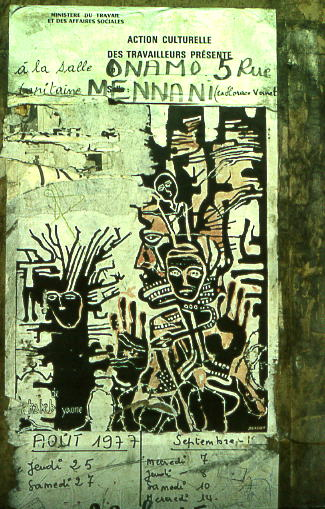
Mur d'une rue d'Alger, Affiche de M'hamed Issiakhem pour un spectacle de Kateb Yacine, 1978

### Ouvrages
- Kateb Yacine : Œil-de-lynx et les américains, trente-cinq années de l'enfer d'un peintre. Alger, Ministère du travail et des affaires sociales
- Benamar Médiène : Les jumeaux de Nedjma: Kateb Yacine, M'hamed Issiakhem, récits orphelins. Paris, 1998, Éditions Publisud  (ISBN 978-2-86600-836-9)[13]
- Benamar Médiène : Issiakhem. Alger, Casbah Éditions, 1999  (ISBN 978-9961646359)
- Benamar Médiène : M'hamed Issiakhem : Ma main au feu...Portrait à l'encre. Alger :  Casbah Éditions, 2022  (ISBN 9789947623299)

### Catalogues d'expositions personnelles
- Benamar Mediene, « M’hamed Issiakhem et Kateb Yacine, Les jumeaux pathétiques », dans Djazaïr : Une année de l’Algérie en France, Alger, UNESCO, 2003.
- Hommage à M'Hamed Issiakhem (1928- 1985), Office Riadh El Feth, 1986, reproductions, textes de Kateb Yacine, Malika Bouabdellah, Benamar Mediene
- M'hamed Issiakhem, Musée public national d’Art moderne et contemporain d’Alger, MAMA éditions et FIAC éditions, Alger, 2010, dépôt légal 4294-2010, nombre de pages 242, en langues Arabe et Français.
- M'hamed Issiakhem, A la mémoire de..., Djaâfar Inal et Malika Dorbani Bouabdellah, MAMA éditions et FIAC éditions, 2010, (ISBN 978-9961-9981-0-6), dépôt légal : 4294-2010, nombre de pages : 105, langue : Français.

### Catalogues d'expositions collectives
- Peintres algériens, préface non signée de Jean Sénac, salle Ibn Khaldoun, Fêtes du 1er novembre, Alger, 1963
- Peintres algériens, textes d'Edmond Michelet et Mourad Bourboune, Musée des arts décoratifs de Paris, Paris,
- Algérie, Expressions multiples : Baya, Issiakhem, Khadda (préfaces de Jean Pélégri, Benamar Mediene et Michel-Georges Bernard), Cahiers de l’ADEIAO no 5, Paris, 1987.
- Les effets du voyage, 25 artistes algériens (textes de Fatma Zohra Zamoum, Ramon Tio Bellido, Michel-Georges Bernard et Malika Dorbani Bouabdellah), Palais des Congrès et de la Culture, Le Mans, 1995  (ISBN 2950969801).

### Ouvrages généraux
- Dalila Mahhamed-Orfali, Chefs-d'œuvre du Musée national des beaux-arts d'Alger, Alger, 1999 (reproduction : Les aveugles, no 73)
- Tahar Djaout, Une mémoire mise en signes, Écrits sur l'art, textes réunis par Michel-Georges Bernard, préface de Hamid Nacer-Khodja, El Kalima Éditions, Alger, 2013 (p. 25-38; éléments de biographie, p. 170)